# 소래역로
소래역로(Soraeyeok-ro)는 인천광역시 남동구 논현동에 있는 도로로, 총 연장은 1.307 km이다. 도로의 명칭이 유래된 것은 인근에 위치한 소래역의 명칭을 반영하여 제명되었다.

## 역사
- 2009년 11월 16일 : 도로명으로 소래역로를 고시

## 주요 경유지
- 남동구
  - 논현동

## 접촉하는 도로
- 아암대로 (국도 제77호선, 국가지원지방도 제84호선, 국가지원지방도 제98호선, 인천광역시도 제4호선)
- 앵고개로 (인천광역시도 제2호선)
- 소래역동로
- 소래역서로
- 청능대로 (인천광역시도 제6호선)
- 논현로
- 은봉로 (인천광역시도 제8호선)

## 주요 건물 및 시설
- 소래포구 종합어시장 (소래역로 12/논현동 680-1)
- 조은프라자 (소래역로 28/논현동 678-1)
- 소래타워 (소래역로 42/논현동 677-4)
- 청호빌딩 (소래역로 46/논현동 671-3)
- 토성프라자 (소래역로 50/논현동 671-2)
- 소래포구역 (소래역로 51/논현동 731-7)
- 냇마을 신영지웰 (소래역로 93/논현동 604-1)
- 논현단풍마을트리플에듀 (소래역로 94/논현동 602-1)
- 냇마을 신영지웰 상가 (소래역로 95/논현동 604-1)
- 논현119안전센터 (소래역로 109/논현동 603-6)
- 논현1동 행정복지센터 (소래역로 115/논현동 603-5)
- 휴먼시아 동산마을 상가 (소래역로 117/논현동 603-1)
- 휴먼시아 동산마을 (소래역로 117/논현동 603-1)

## 사진

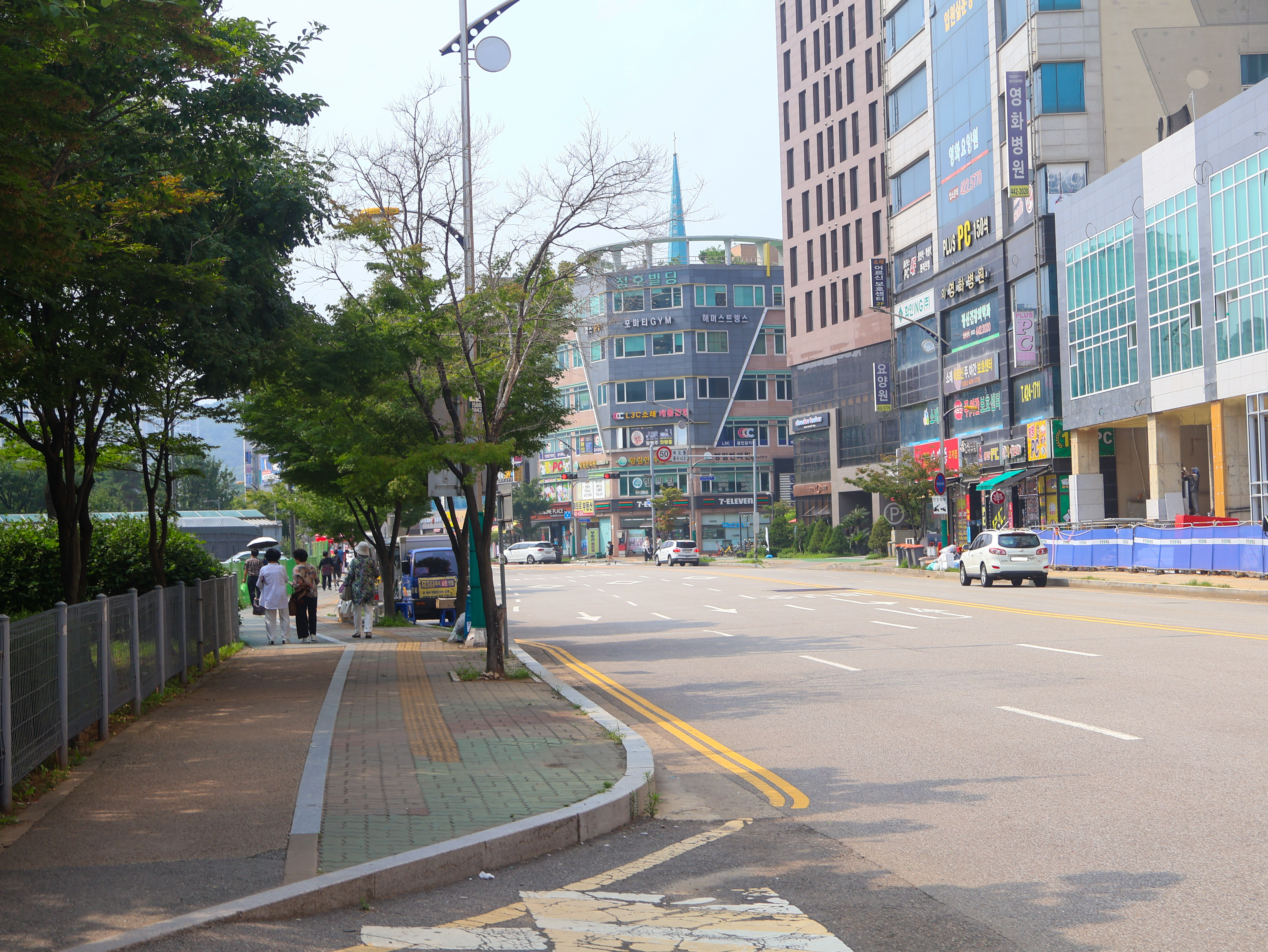
소래역로 2024(7월)
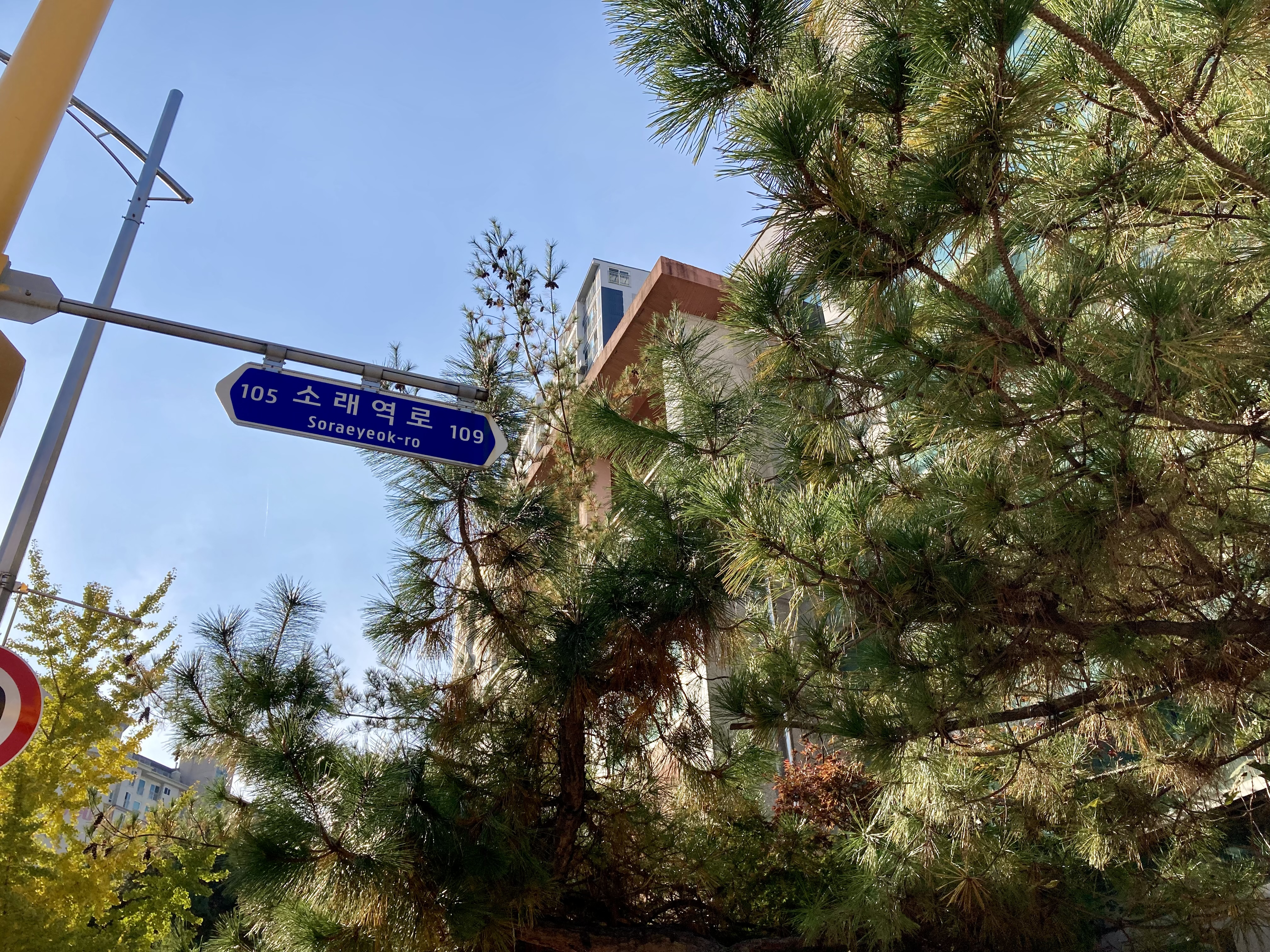
소래역로 표지판
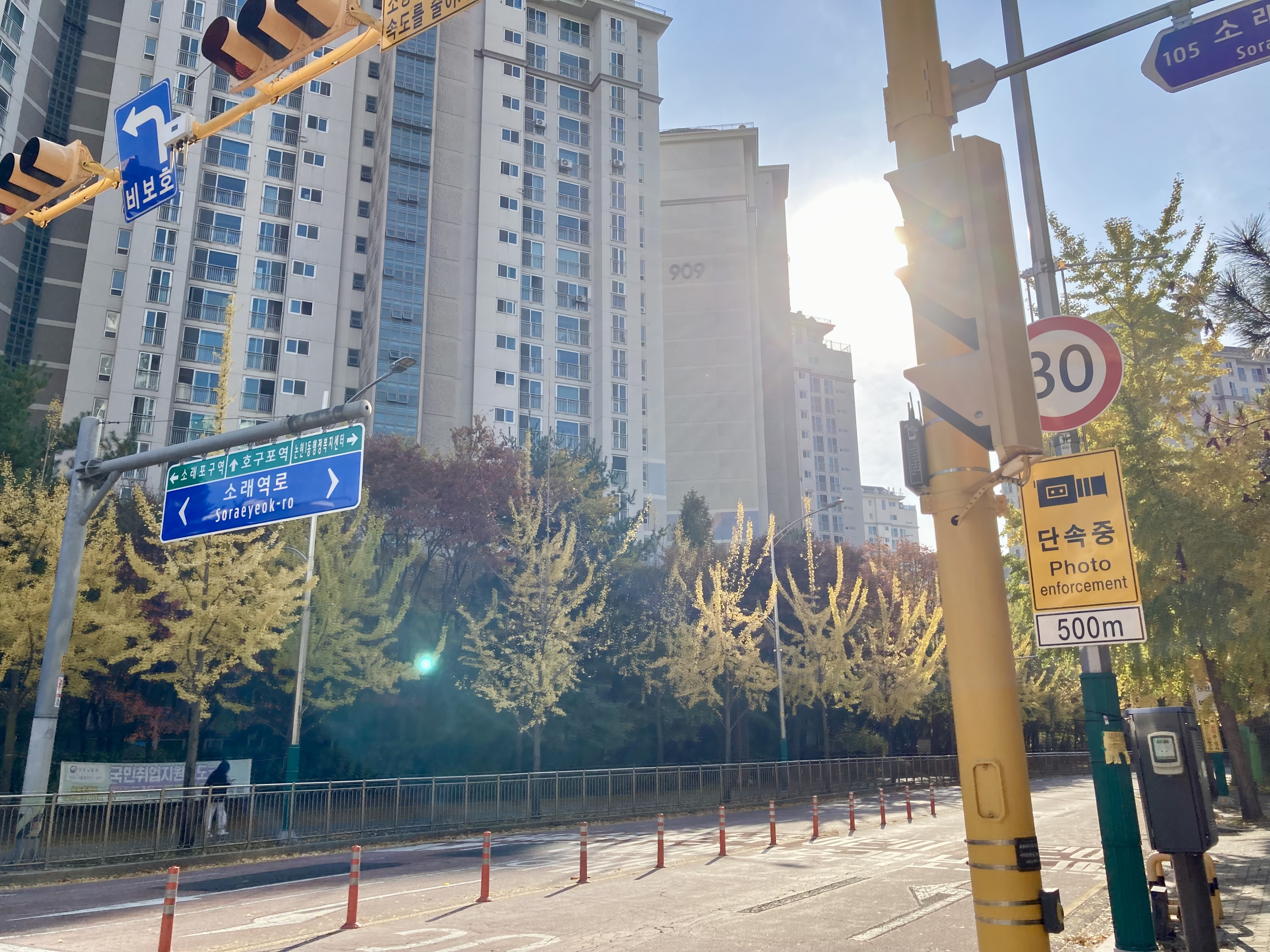
소래역로 표지판(119안전센터 앞)

## 철도 연계역
- ● 수도권 전철 수인·분당선 : 소래포구역

## 같이 보기
- 소래역남로
- 소래역서로
- 소래역동로